# Kara Bathmann
Kara Bathmann (* 10. September 2002 in Frankfurt am Main) ist eine deutsche Fußballspielerin. Seit Sommer 2024 ist sie Spielerin des Regionalligisten 1. FSV Mainz 05.

## Karriere
Bathmann begann bei der TSG 51 Frankfurt mit dem Fußballspielen und gelangte im weiteren Verlauf zum Frankfurter Stadtteilverein SV 07 Heddernheim, dem sie bis ins Jahr 2017 angehörte. Im Alter von 15 Jahren spielte sie eine Saison lang für die im Jahr 2012 gegründete Mädchen-Spielgemeinschaft Bad Vilbel im gleichnamigen Ort im hessischen Wetteraukreis. Danach gehörte sie der B-Jugendmannschaft von Eintracht Frankfurt an, für die sie in der Saison 2018/19 in 16 Punktspielen in der Staffel Süd der B-Juniorinnen-Bundesliga zum Einsatz gekommen war und ein Tor erzielte. Ihr erstes gelang ihr am 27. März 2022 (18. Spieltag) beim 2:2-Unentschieden im Auswärtsspiel gegen den MSV Duisburg mit dem Treffer zum Endstand in der 64. Minute.
Noch als B-Jugendspielerin kam sie in der Saison 2019/20 für die erste Mannschaft in sechs Punktspielen in der drittklassigen Regionalliga Süd zum Einsatz. Ihr Debüt im Seniorinnenbereich gab sie am 15. September 2019 (5. Spieltag) beim 5:2-Sieg im Auswärtsspiel gegen den TSV Jahn Calden als Einwechselspielerin ab der 69. Minute.
Von 2020 bis 2022 spielte sie für die zweite Mannschaft in der 2. Bundesliga. Während ihrer Vereinszugehörigkeit bestritt sie 34 Punktspiele, in denen sie drei Tore erzielte.
Mit ihrer Verpflichtung zum SV Meppen kam sie für den Bundesligaaufsteiger in 20 von 22 Punktspielen zum Einsatz, wobei sie zum Saisonauftakt am 18. September 2022 bei der 1:2-Niederlage im Heimspiel gegen den SC Freiburg in der höchsten Spielklasse debütierte.
Zur Saison 2023/24 wurde sie vom Bundesligisten MSV Duisburg verpflichtet und mit einem bis zum 30. Juni 2025 datierten Vertrag ausgestattet. Infolge des Abstiegs des MSV und des Rückzugs aus dem Profifußball im Sommer 2024 wurden die Verträge der Spielerinnen aufgelöst. Sie wechselte im Sommer 2024 zum Regionalligisten 1. FSV Mainz 05.